# تاريخ تايلاند منذ عام 2001

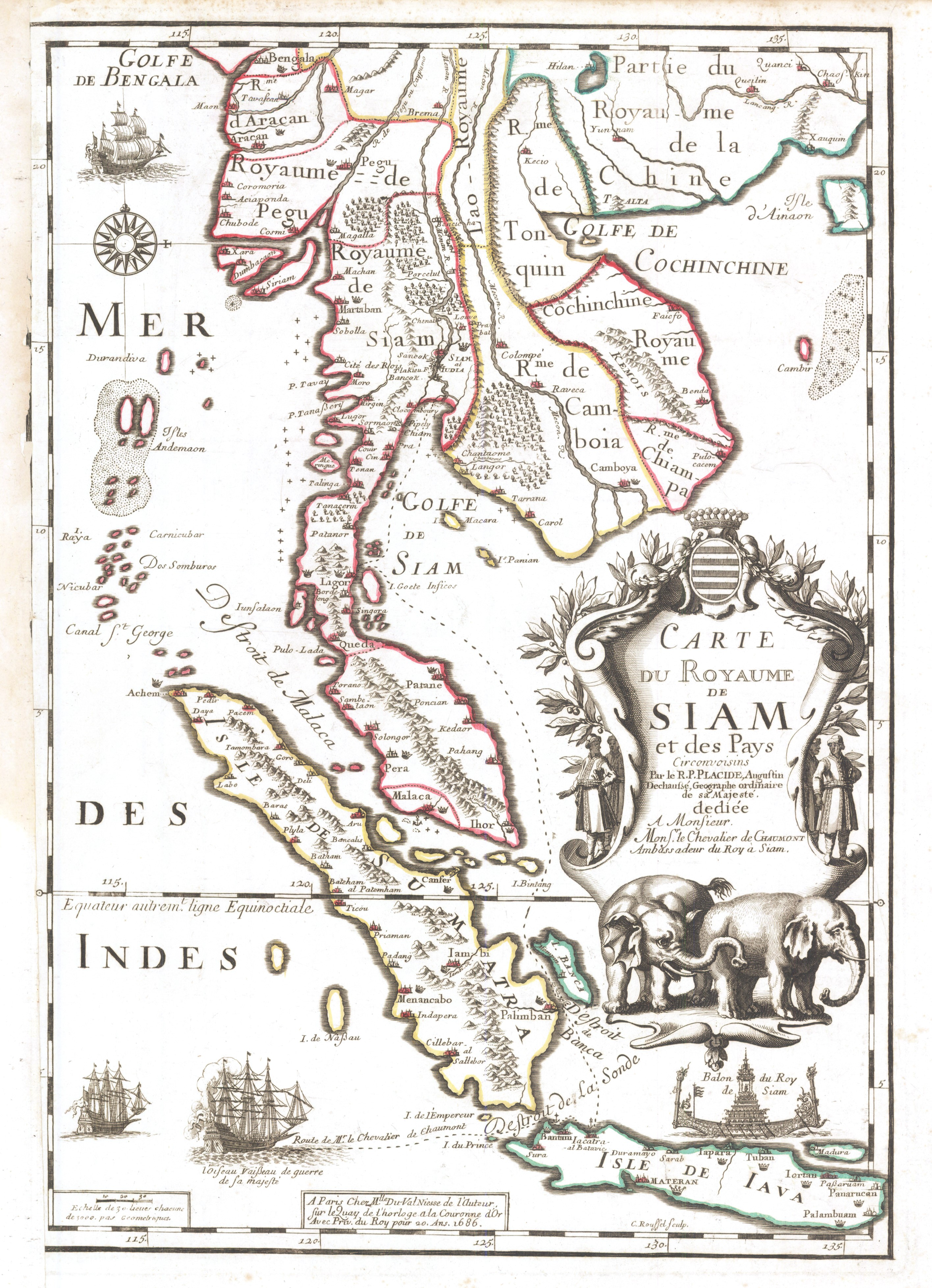

هيمنت السياسات المصاحبة لتولي رئيس الوزراء السابق تاكسين شيناواترا السلطة وتنحيته عنها والنزاعات اللاحقة بين مؤيديه ومعارضيه على تاريخ تايلاند منذ عام 2001. تولى تاكسين وحزب تاي راك تاي (التايلانديون يحبون التايلانديين) خاصته السلطة في عام 2001 وأصبح ذا شعبية بين الناخبين، خصوصًا القرويين منهم. انتقد معارضوه، مع ذلك، أسلوبه السلطوي واتهموه بالفساد. عُزل تاكسين إبان انقلاب عام 2006 في تايلاند، واجتاحت البلاد مذ ذاك جولات مستمرة من الأزمات السياسية المنطوية على انتخابات فاز بها مؤيدو تاكسين، ومظاهرات ضخمة قامت بها فصائل متعددة ضد الحكومة، وإقالة رؤساء وزراء وحل السلطة القضائية لأحزاب سياسية وانقلابان عسكريان.
شغل تاكسين منصب رئيس الوزراء من عام 2001 حتى عام 2006، وقتما أُطيح به إثر انقلاب تلا مظاهرات قام بها تحالف الشعب من أجل الديمقراطية المعادي لتاكسين (بّي أيه دي، «القمصان الصفراء»). مع ذلك، أُعيد مؤيدوه إلى السلطة نتيجةً لانتخابات أُجريت عقب إقرار دستور جديد في عام 2007. تظاهر البّي أيه دي ضد الحكومة لمعظم العام 2008، وحُل الحزب الحاكم على يد المحكمة الدستورية. شكل الحزب الديمقراطي المناهض، بقيادة أبهيسيت فيجاجيفا، حكومة، لكنها قوبلت بمظاهرات أيضًا قامت بها حركة القمصان الحمر المناهضة بقيادة الجبهة الموحدة للديمقراطية ضد الدكتاتورية. قاد هذا إلى قمع عسكري عنيف في مايو من عام 2010. فاز حزب آخر محابٍ لتاكسين بانتخابات عام 2001، وعيّن أخته ينغلاك شيناواترا رئيسة للوزراء. بدأت المظاهرات الجديدة ضد الحكومة في نوفمبر من عام 2011، واستمرت حتى نظم الجيش انقلابًا مرة أخرى في مايو من عام 2014. تسلم قائد الانقلاب الجنرال برايوت تشان أوتشا منصب رئيس الوزراء، وأشرف على قمع شامل للحرية السياسية إلى أن سمح بالانتخابات أخيرًا في عام 2019.
قسمت النزاعات الرأي العام في تايلاند بشدة. حتى في منفاه، بقي تاكسين يحظى بتأييد قوي، خصوصًا بين القرويين في الشمال والشمال الشرقي، الذين استفادوا من سياساته إلى حد بعيد، ويشكلون غالبية الناخبين. انضم إليهم، خصوصًا بعد انقلاب عام 2006، الأكاديميون الليبراليون والناشطون، الذين يعارضون ضغط خصومه للحصول على حكومة غير مُنتخبة. من الناحية الأخرى، يتألف معارضو تاكسين من الكثير من الطبقة الوسطى المدنية في بانكوك وسكان الجنوب (معقل تقليدي للديمقراطيين)، والأساتذة والأكاديميين، بالإضافة إلى أعضاء «النخبة القديمة» الذين تمتعوا بنفوذ سياسي قبل وصول تاكسين للسلطة. يزعمون أن تاكسين أساء استخدام صلاحياته وقوض العمليات الديمقراطية والضوابط والموازين المؤسساتية، واحتكر السلطة واستخدم السياسات الشعبوية لضمان مكانته السياسية. في حين أن معارضي تاكسين يدعون أن الانتخابات التي أسفرت عن فوز حلفائه لم تكن ديمقراطية بالفعل نتيجةً لتدخل كهذا، اتهم مؤيدوه المحاكم أيضًا، التي أسقطت العديد من الحكومات المحابية لتاكسين، بالانخراط بالنشاطية القضائية.
وقعت هذه الأحداث مع اقتراب البلاد من نهاية عهد الملك بوميبول أدولياديج. توفي الملك الذي حكم مدة 70 عامًا في أكتوبر من عام 2016 بعد عدة سنوات من تدهور حالته الصحية تناقص فيها ظهوره على العامة أكثر فأكثر. لطالما اعتُبر بوميبول شخصية موحِدة وسلطة أخلاقية موجِهة للبلاد، وحظي بقدر كبير من الاحترام، على عكس خلفه ماها فاجيرالونغكورن. تفاقم التقلب السياسي نتيجة الشكوك المحيطة بالخلافة الملكية المرتقبة. ادعت العديد من المجموعات المناهضة لتاكسين ولاءها لبوميبول، واتهموا خصومهم بالميول الجمهورية. ازدادت المحاكمات في ظل قانون إهانة الذات الملكية بشدة بعد عام 2006، الأمر الذي نُقد بوصفه تسييسًا للقانون على حساب حقوق الإنسان. في هذه الأثناء، اشتدت حركة التمرد طويلة الأمد في أقصى الجنوب بشكل ملحوظ منذ عام 2004، وقُتل 7,000 شخص في النزاع تقريبًا.
من الناحية الاقتصادية، تعافت البلاد من الأزمة المالية الآسيوية لعام 1997 وأصبحت من الدول ذات الاقتصاد متوسط الدخل في عام 2011، رغم أنها تأثرت بالركود الاقتصادي لعام 2008 وتباطأ نمو الناتج المحلي الإجمالي منذ بداية العقد الأول من القرن الواحد والعشرين. كان للأزمات السياسية المتعددة والانقلابات أثر ضئيل على الاقتصاد التايلاندي بصورة فردية، وتعافت البلاد بسرعة من كوارث كبرى من بينها زلزال وتسونامي المحيط الهندي عام 2004 وفيضانات تايلاند في عام 2011. مع ذلك، بقي التباين كبيرًا، مساهمًا في الانقسام المدني – القروي وربما مسعرًا النزاع الاجتماعي والسياسي أكثر. ما زال مستقبل البلاد مبهمًا بعد أن مهّد دستور عام 2017 الذي أصدره المجلس العسكري الطريق أمام الجيش للتدخل في السياسة، وفي خضم مخاوف متعلقة بالعودة إلى الحكم الديمقراطي وتغيير دور الملك في ظل حُكم جديد.

## سياسات
تولى حزب تاي راك تاي خاصة تاكسين السلطة عقب انتخابات عامة جرت عام 2011، حيث فاز بغالبية عظمى في مجلس النواب. بصفته رئيسًا للوزراء، أطلق تاكسين برنامجًا سياسيًا، سماه الشعب «تاكسينوميكس» بمعنى سياسات تاكسين الاقتصادية، صب تركيزه على تحسين الاستهلاك المحلي وتوفير رأس المال وخصوصًا للسكان القرويين. بعد تحقيق وعود انتخابية، من بينها سياسات شعبوية مثل مشروع تامبون واحد منتج واحد وخطة الرعاية الصحية العمومية ب30 باهت، لاقت حكومته قبولًا عاليًا، خصوصًا مع تعافي الاقتصاد من آثار الأزمة المالية الآسيوية لعام 1997. أصبح تاكسين أول رئيس وزراء مُنتخب بصورة ديمقراطية يكمل أربع سنوات ولايته، وحظي حزب تاي راك تاي بنصر مؤزر في انتخابات عام 2005 العامة.
مع ذلك، اتسم حكم تاكسين بالصراع أيضًا. اتخذ نهجًا سلطويًا من «نمط المدير التنفيذي» في الإدارة، جعل السلطة مركزيةً وعزز التدخل في العمليات البيروقراطية. بينما أتاح دستور عام 1997 استقرارًا حكوميًا أكبر، استخدم تاسكين نفوذه لتعطيل الهيئات المستقلة المصممة لتلعب دور ضوابط وموازين ضد الحكومة. هدد النقاد وتلاعب بوسائل الإعلام لتنقل عنه التعليقات الإيجابية فقط. تدهورت حقوق الإنسان عمومًا، وحدثت «حرب على المخدرات» أسفرت عن قتل أكثر من 2,000 شخص خارج نطاق القضاء. استجاب تاكسين لتمرد جنوب تايلاند بأسلوب عالي المواجهة، نتج عنه زيادة ملحوظة في العنف.
كسبت المعارضة الشعبية لحكومة تاكسين زخمًا كبيرًا في يناير من عام 2006، أثاره بيع ممتلكات عائلة تاسكين في شركة شين إلى شركة تماسيك القابضة. بدأت مجموعة تُعرف باسم تحالف الشعب من أجل الديمقراطية (بّي أيه دي)، يقودها مالك شبكات إعلامية اسمه سوندي ليمثونكول، بتنظيم تجمعات جماهيرية منتظمة تتهم تاكسين بالفساد. مع انزلاق البلاد في حالة من الأزمة السياسية، حل تاسكين مجلس النواب، ومع أن حزب تاي راك تاي فاز بالانتخابات، لكن المحكمة الدستورية ألغت النتائج بسبب تغيير كان قد طرأ على تنظيم كبائن الاقتراع. حُدد تاريخ انتخاب آخر في أكتوبر، وتابع تاسكين أداء وظيفته كرئيس لحكومة تصريف أعمال بينما احتفلت البلاد بذكرى تتويج الملك بوميبول في التاسع من يونيو من عام 2006.